# Melicope idiocarpa
Melicope idiocarpa är en vinruteväxtart som beskrevs av Thomas Gordon Hartley. Melicope idiocarpa ingår i släktet Melicope och familjen vinruteväxter. Inga underarter finns listade i Catalogue of Life.